# Niehterjávrásj
Niehterjávrásj, enligt tidigare ortografi Nietterjauratj, är en sjö i Jokkmokks kommun i Lappland och ingår i Luleälvens huvudavrinningsområde. Sjön ligger 1 163 meter över havet i Sarek Natura 2000-område.
Niehterjávrásj avvattnas av ett namnlöst biflöde till Ábbmojåhkå och vattnet fortsätter därefter genom Ábbmojåhkå, Sijddoädno, Blackälven, Lilla Luleälven och Lule älv innan det når havet.